# The Crow – Die Krähe
The Crow – Die Krähe ist eine Fantasy-Comicverfilmung aus dem Jahr 1994 von Alex Proyas. Das Drehbuch wurde von den Horror- und Science-Fiction-Autoren David J. Schow und John Shirley verfasst. Die Grundlage war der Comic The Crow des Zeichners James O’Barr. Der Film startete am 28. Juli 1994 in den deutschen Kinos.

## Handlung
Nach einer alten Legende wurden die Seelen Verstorbener von einer Krähe in das Reich der Toten gebracht. Wenn allerdings etwas sehr Tragisches mit den Verstorbenen passiert war und die Seelen keine Ruhe fanden, konnte die Krähe die Toten auch wieder ins Diesseits zurückbringen. Solch eine Tragödie erleben der Gitarrist Eric Draven und seine Verlobte Shelly Webster. Sie werden in der sogenannten „Teufelsnacht“, der Nacht vor Halloween, in der die gesamte Stadt geplündert und gebrandschatzt wird (dieser „Brauch“ spielt vermutlich auf die Devil’s Night Detroit an), in ihrer Wohnung von einer Gang überfallen. Die Gang bricht in die Wohnung ein und greift Shelly an. Als Eric ihr zu Hilfe eilen will, wird er von einem Gangmitglied mit einem Messer am Hals verletzt und von zwei anderen mit Pistolen angeschossen. Danach werfen ihn die Gangmitglieder aus dem Fenster der Dachwohnung auf die Straße. Shelly wird vergewaltigt und schwer verletzt. Sie wird in ein Krankenhaus gebracht, wo sie nach langem Todeskampf stirbt.
Sarah, ein junges Mädchen, besucht regelmäßig den Friedhof und legt Blumen auf die Gräber von Eric und Shelly. Shelly hat sich um Sarah gekümmert, da Sarahs Mutter drogenabhängig ist und nachts mit den falschen Leuten verkehrt. Ein Jahr später wird Eric von einer Krähe wiedererweckt und steigt aus seinem Grab. Er geht in seine alte Wohnung, in welcher ihm Visionen von dem Überfall letzten Jahres erscheinen. Eric verletzt sich absichtlich an seinen Händen durch Glassplitter eines zerstörten Fensters und bemerkt, dass durch die Krähe seine Wunden in Sekundenschnelle heilen. Vor einem Spiegel entdeckt er eine Harlekin-Maske, nach deren Vorbild er sein Gesicht schminkt.
Durch den Schutz der Krähe nun nahezu unverwundbar, macht Eric Jagd auf seine und Shellys Mörder. Als erstes tötet er Tin Tin mit dessen eigenen Messern. Danach sucht er Gideons Pfandladen auf, um Shellys Verlobungsring zurückzuholen und um von Mr. Gideon Informationen über die anderen Gangmitglieder zu erhalten. Als Eric fertig ist, brennt er den Pfandladen nieder. Sein nächstes Opfer ist der drogensüchtige Fun Boy, der gerade mit Sarahs Mutter Heroin konsumiert, als Eric in der Wohnung erscheint. Fun Boy schießt dreimal auf Eric, aber dessen Wunden heilen innerhalb von Sekunden. Eric schießt Fun Boy mit dessen Waffe ins Knie und sagt Sarahs Mutter, sie solle sich um ihre Tochter kümmern. Mit einer Überdosis Heroin tötet Eric den am Boden liegenden Fun Boy.
Er beginnt mit der Suche nach den letzten zwei Mördern. Währenddessen erzählt Gideon dem Anführer der Gang, Top Dollar, von den Vorfällen. Dieser tötet Gideon und veranlasst ein Treffen mit allen Mafiabossen der Stadt. Eric sucht Officer Albrecht, der ihm erzählt, was genau vor einem Jahr passierte. Albrecht war die ganze Zeit bei Shelly im Krankenhaus, bis diese starb. Eric verabschiedet sich von Albrecht und geht seiner Wege. Vor einem Lebensmittelgeschäft unterhalten sich T-Bird und Skank über den Mörder von Tin Tin. Skank geht in das Geschäft, um Bier und Zigaretten zu besorgen, während T-Bird zu seinem Auto geht. Im Auto wird T-Bird von Eric überrascht und soll auf dessen Befehl losfahren.
Das Fahrzeug wird von der Polizei verfolgt und auch Skank nimmt die Verfolgung auf. Während der Verfolgungsjagd stößt Skank mit den Polizisten zusammen und wird verletzt. An einem Pier fesselt Eric T-Bird in seinem Auto und bestückt es mit Bomben. Obwohl Eric kein einziges Wort sagt, stellt T-Bird erschrocken fest, dass Eric der Mann ist, der damals mit seiner Verlobten von ihm und seinen Leuten umgebracht wurde. Eric sprengt T-Bird und dessen Auto in die Luft und macht sich auf den Weg zu Skank. Dieser sitzt mit der Angst im Nacken bei Top Dollar und den Mafiabossen.
Als dieser über die Teufelsnacht spricht, erscheint Eric und fordert Skanks’ Kopf. Top Dollar weigert sich, und so kommt es zur Schießerei, in deren Verlauf alle Bosse zu Tode kommen und Skank von Eric aus dem Fenster in ein anfahrendes Polizeiauto geworfen wird. Eric gelingt mit Hilfe von Albrecht die Flucht vor der Polizei. Top Dollar und seine zwei letzten Leute können ebenfalls entkommen und verschanzen sich mit der entführten Sarah in einer Kirche. Es kommt zum finalen Showdown zwischen Top Dollar und Eric, in dem die Krähe verletzt wird und dadurch auch Eric seine Unverwundbarkeit verliert.
Als Eric getötet werden soll, wird er von Albrecht gerettet, indem dieser einen der drei Gangster erschießt. Albrecht wird aber von Top Dollars Schwester angeschossen. Bevor diese auf Eric schießen kann, hackt ihr die Krähe die Augen aus und sie stürzt in den Tod. Auf dem Dach der Kirche kommt es zum Kampf. Eric kann sich behaupten und tötet Top Dollar. Er verabschiedet sich von Sarah und Albrecht mit der Bitte, dass dieser gut auf Sarah aufpassen soll. Als Eric sich schwer verletzt auf dem Friedhof an seinen Grabstein lehnt, erscheint seine Verlobte Shelly und küsst ihn. Danach holt sie ihn wieder zurück ins Reich der Toten.

## Hintergrund
Während des Drehs der Todesszene von Eric Draven wurde dessen Darsteller Brandon Lee (Sohn der Kung-Fu-Legende Bruce Lee) bei einem Unfall durch den Funboy-Darsteller Michael Massee erschossen. Diese Szene wurde im weiteren Verlauf neu geschrieben und verändert mit einem Körperdouble nachgedreht.
Es war lange unklar, ob der Film überhaupt in die Kinos gelangen würde. Der tödliche Unfall ereignete sich 1993 und der Kinostart war erst über ein Jahr später, 1994. Neben den Untersuchungen des Unfalls und eines Rechtsstreits der Versicherungen musste für einige wenige Szenen, die noch nicht abgedreht waren, entweder ein Double oder ein digitaler Trick mit Ausschuss-Material von Brandon Lee verwendet werden, was in der damaligen Zeit und dem recht niedrigen Budget der Produktion geradezu revolutionär – und teuer – war. Der Regisseur Alex Proyas schien nach den traumatischen Erlebnissen dieses Unfalls jahrelang kreativ gelähmt, bis er mit Dark City und demselben Szenenbildner (Alex McDowell) ein ähnlich düsteres Comeback erlebte.

## Auszeichnungen
Der Film wurde für vier Saturn Awards nominiert (beste Kostüme, bester Regisseur, bester Horrorfilm und beste Effekte), konnte aber keine der Auszeichnungen gewinnen. Im Bereich der Musik hatte der Film bessere Chancen und konnte einen BMI Film Music Award für die Musik von Graeme Revell gewinnen. Auch die Stone Temple Pilots erhielten einen Preis, für den besten Filmsong (Big Empty). Sie erhielten dafür einen MTV Movie Award. Dort war der Film auch für den besten Schauspieler (Brandon Lee) und als bester Film nominiert.

## Kritiken
Roger Ebert schrieb in der Chicago Sun-Times vom 13. Mai 1994, dass der Film die beste filmische Version eines Comic-Universums sei, die er bis dahin gesehen habe. Er vergleicht das Szenenbild dieses Films mit dem aus Filmen wie Blade Runner und Batman. Auch die darstellerische Leistung von Brandon Lee hebt er hervor; dieser hätte ein Star werden können, hätte er die Dreharbeiten überlebt. Er gab dem Film 3,5 von 4 Sternen.
Auch Peter Travers lobte im Rolling Stone die schauspielerische Leistung von Brandon Lee; aber auch Michael Wincott, der den Bösewicht Top Dollar spielt, wurde besonders erwähnt. Ebenso wie bei Roger Ebert wurde hier das Szenenbild als „bewundernswert“ bezeichnet. 4,5 von 5 Sternen.
Das Lexikon des internationalen Films schrieb: „Eine in Geschichte und Charakteren flache, atmosphärisch aber phasenweise dichte Mischung aus Krimi, Action- und „gotischem“ Horrorfilm nach einer Comic-Vorlage. Die stark visuell orientierte Regie bemüht zahlreiche Vorbilder, findet aber zu keinem eigenen Stil. Auch der Hauptdarsteller (in seiner letzten Rolle: er kam bei den Dreharbeiten ums Leben) bleibt profillos und austauschbar.“

## Synchronisation
Die deutschsprachige Synchronisation entstand bei der Berliner Synchron GmbH Wenzel Lüdecke unter der Dialogregie von Leon Boden nach einem Dialogbuch von Horst Müller.
| Rolle                    | Darsteller/in       | Deutsche Synchronstimme |
| ------------------------ | ------------------- | ----------------------- |
| Eric Draven / The Crow   | Brandon Lee         | Torsten Michaelis       |
| Sarah                    | Rochelle Davis      | Berenice Weichert       |
| Sergeant Darryl Albrecht | Ernie Hudson        | Jürgen Kluckert         |
| Top Dollar               | Michael Wincott     | Oliver Stritzel         |
| Myca                     | Bai Ling            | Anke Reitzenstein       |
| Shelly Webster           | Sofia Shinas        | Bea Tober               |
| Darla                    | Anna Thomson        | Eva Kryll               |
| T-Bird                   | David Patrick Kelly | Reinhard Scheunemann    |
| Skank                    | Angel David         | Stefan Fredrich         |
| Tin Tin                  | Laurence Mason      | Martin Keßler           |
| Funboy                   | Michael Massee      | Thomas Petruo           |
| Grange                   | Tony Todd           | Christian Rode          |
| Gideon                   | Jon Polito          | Gerd Duwner             |
| Mickey                   | Bill Raymond        | Frank-Otto Schenk       |
| Torres                   | Marco Rodríguez     | K.Dieter Klebsch        |

## Trivia
Der Film ist Brandon Lee und seiner Verlobten Eliza Hutton gewidmet, die er wenige Tage nach dem offiziellen Drehschluss heiraten wollte.
Das Musikvideo zum Song Beyond The Veil der Gothic-Metal-Band Tristania ist aus Szenen von The Crow zusammengeschnitten.
In der Szene, in der Eric Draven die gläserne Eingangstür des Pfandleihgeschäfts von Mr. Gideon zerschlägt und den Laden betritt, zitiert der Untote Eric Draven einige Zeilen aus dem Gedicht Der Rabe des Schriftstellers Edgar Allan Poe aus dem Jahre 1845: Suddenly I heard a tapping, as of some one gently rapping, rapping at my chamber door (In der deutschen Synchronisation: Und auf einmal hörte ich ein Klopfen, so als ob jemand ganz sanft an die Türe meines Zimmers klopfte).
Im September 2024, zum 30-jährigen Jubiläum des Spielfilms, veröffentlichte die Metal-Band Life of Agony den Song The Crow (In Memory Of B.L.) als Hommage an den zu Tode gekommenen Schauspieler Brandon Lee.

## Soundtracks
Zum Film erschienen 1994 zwei Soundtracks: einer mit den Songs aus dem Film, der andere mit den Instrumentalstücken von Graeme Revell.
Music from the Original Motion Picture:
1. Burn – The Cure – 6:39
2. Golgotha Tenement Blues – Machines of Loving Grace – 4:01
3. Big Empty – Stone Temple Pilots – 4:56
4. Dead Souls – Nine Inch Nails (Joy Division) – 4:54
5. Darkness – Rage Against the Machine – 3:41
6. Color Me Once – Violent Femmes – 4:09
7. Ghostrider – Rollins Band – 5:45
8. Milktoast (auch „Milquetoast“ genannt) – Helmet – 3:59
9. The Badge – Pantera (Poison Idea) – 3:54
10. Slip Slide Melting – For Love Not Lisa – 5:47
11. After the Flesh – My Life with the Thrill Kill Kult – 2:59
12. Snakedriver – The Jesus and Mary Chain – 3:41
13. Time Baby III – Medicine – 3:52
14. It Can’t Rain All the Time – Jane Siberry – 5:34

Original Motion Picture Score – Graeme Revell:
1. Birth Of The Legend – 6:16
2. Resurrection – 2:10
3. The Crow Descends – 2:30
4. Remembrance – 2:54
5. Rain Forever – 2:32
6. „Her Eyes … So Innocent“ – 2:45
7. Tracking The Prey – 3:35
8. Pain and Retribution – 2:34
9. Believe In Angels – 3:31
10. Captive Child – 2:32
11. Devil’s Night – 2:30
12. On Hollowed Ground – 2:42
13. Inferno – 5:02
14. Return To The Grave – 3:45
15. Last Rites – 3:55

## Fortsetzungen und Neuverfilmung
Neben einer 1998 produzierten Fernsehserie mit dem Titel The Crow: Stairway to Heaven, entstanden bisher drei Fortsetzungen.
Teil 2 erschien im Kino und hatte mit dem nun erwachsenen kleinen Mädchen Sarah und der nun blinden Seherin zwei Figuren aus dem ersten Teil. Teil drei und vier wurden direkt auf Video beziehungsweise DVD veröffentlicht und haben keinerlei Überlappung mit den ersten Teilen.
- 1996 – The Crow – Die Rache der Krähe (The Crow II – City of Angels)
- 2000 – The Crow III – Tödliche Erlösung (The Crow: Salvation)
- 2005 – The Crow – Wicked Prayer (The Crow: Wicked Prayer)

2024 erschien die Neuverfilmung The Crow, inszeniert von Rupert Sanders und mit Bill Skarsgård in der Hauptrolle.